# Sportmúzeum (Makó)
A makói Sportmúzeum a pénzügyi palota épületében, annak két második emeleti helyiségében található; célja, hogy megmentse és megőrizze a városhoz illetve annak szülötteihez kapcsolódó sportemlékeket.
A kiállítóhely a Sport Éve záró eseményeként nyílt meg 2004. december 31-én. Benne az elmúlt közel 100 év sportrelikviát lehet megtekinteni. A gyűjtemény gondozásáért a városi képviselő-testület Sportbizottságának mindenkori elnöke a felelős. A látogatók megtekinthetik a helyi sportolók, sportegyesületek által szerzett érmeket, serlegeket, okleveleket; böngészhetnek a térség sporthíreinek archívumában, és megismerhetik a város legeredményesebb sportolóinak életét. Megnézhető Erdei János hagyatéki kiállítása, Wittenberger Magdolna makói születésű gátfutó és távolugró hagyatéka, valamint Szabó László világbajnoki ezüstérmes kézilabdázó vitrinben látható anyaga. A Sportmúzeum minden csütörtök délelőtt 9 és 12 óra között látogatható, de külön kérésre, más, előre egyeztetett időpontban is megtekinthetők a kiállított anyagok.